# Bezirk March

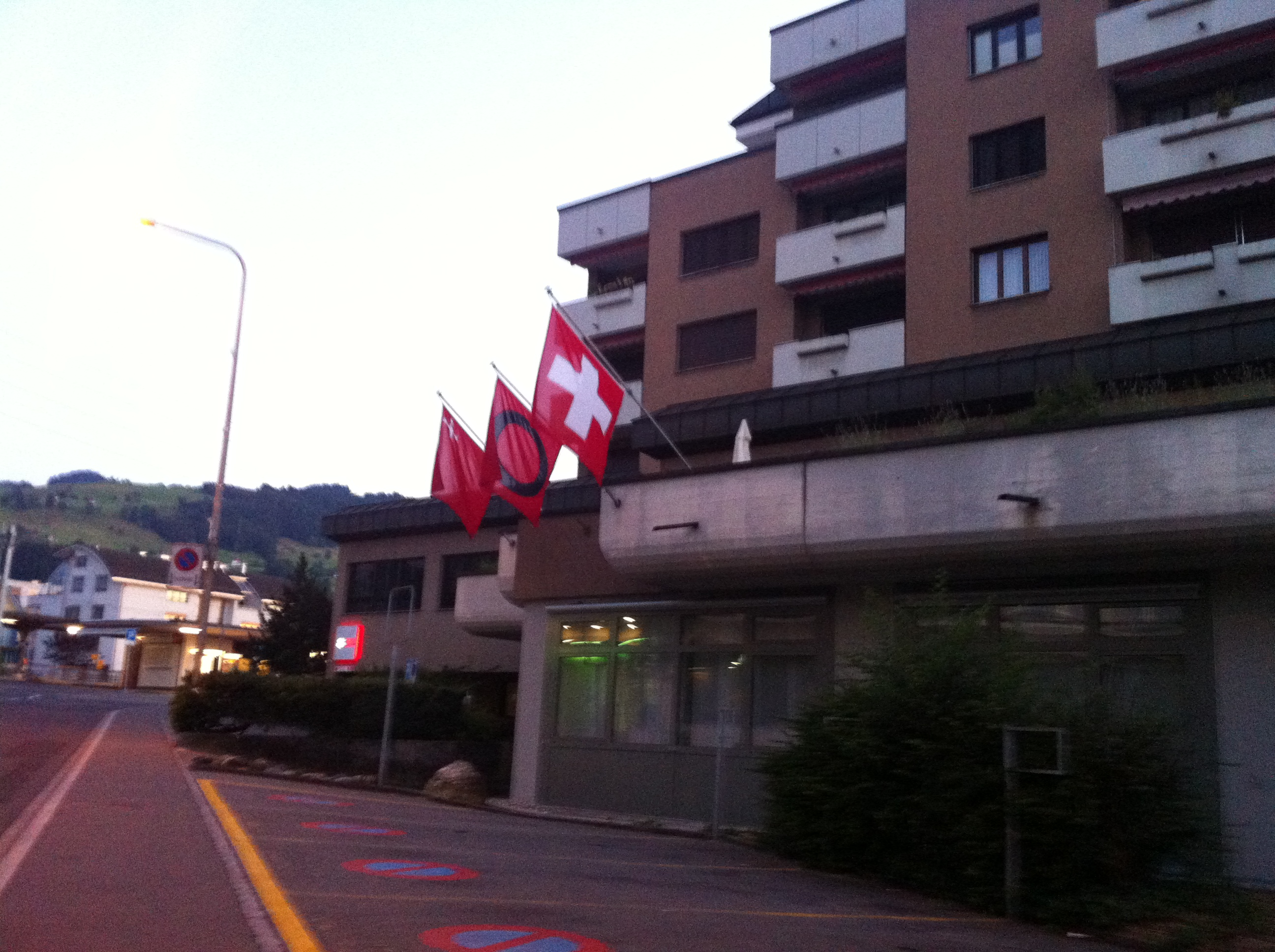
Bezirkshauptgebäude in Lachen

Der Bezirk March ist ein Bezirk des Kantons Schwyz in der Schweiz und umfasst im Wesentlichen das Südufer des Obersees und das Wägital. Er besteht aus neun politischen Gemeinden.

## Geschichtliche Entwicklung

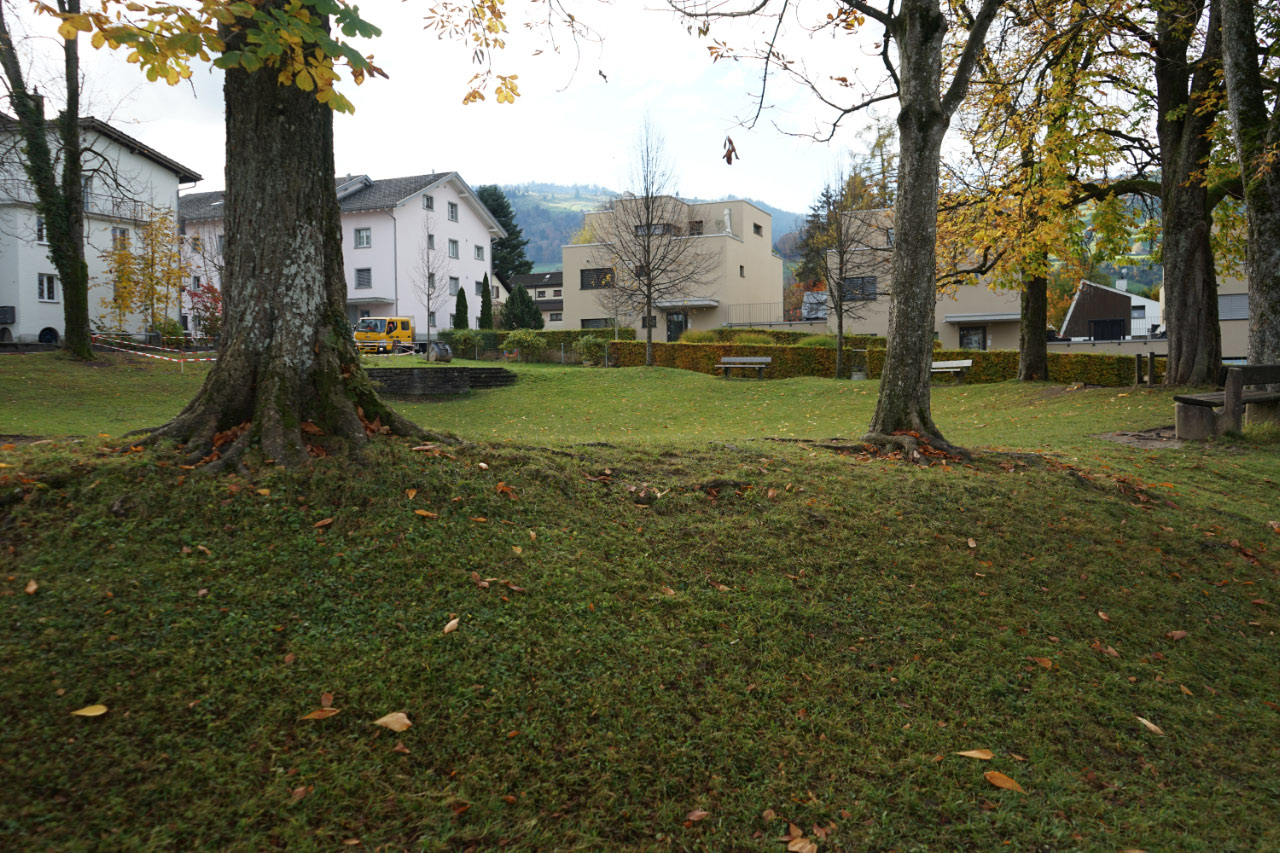
Landsgemeindeplatz in Lachen

Die Region gehört aufgrund ihrer Lage zur «Ausserschwyz», einem ehemaligen Untertanenland des Standes Schwyz. Die Landschaft March war seit dem späten 14. Jahrhundert mit Schwyz verlandrechtetes, ehemaliges Habsburgergebiet. 
Mit der staatsrechtlichen Entwicklung entstand auch in der March eine Landsgemeinde. Sie verfügte im Spätmittelalter und in der Frühneuzeit über eine ähnliche politische Organisation wie das Land Schwyz: die Landsgemeinde als oberste Landesbehörde, Landesämter wie Landammann, Statthalter und Säckelmeister, Landschreiber, Landweibel sowie ähnliche Verfahren, Kompetenzen und politische Abläufe. Die Schwyzer Landsgemeinde galt als Vorbild für diejenige der March. Die March genoss weitgehende Autonomie und ein für ein Untertanengebiet recht hohes Mass an Souveränität. Der ehemalige Landsgemeindeplatz der March befindet sich im Oberdorf in Lachen.
Nach der Reaktion 1814 waren kurzzeitig auch Bestrebungen im Gang, sich als Kanton Ausserschwyz zu formieren, um eine Schlechterstellung gegenüber dem Kantonsteil Innerschwyz abzuschütteln. Stattdessen wurde 1833 die Verfassung revidiert. In der Zeit der Abspaltung des Kantons Jura  berichtete der Blick am 22. März 1975 von einer Ausserschwyzer Separatistenbewegung, bei welcher es sich eher um einen Jux gehandelt hatte. Ab 18. Juli gab es jedoch Anzeigen in Zeitungen, welche Sympathisanten für eine Abspaltung suchten. Öffentlich in Erscheinung trat im September jedoch nur eine Arbeitsgruppe mit einem Problemkatalog, welcher eine Dezentralisierung von Verwaltung und Schulen sowie eine Veränderung der Zusammensetzung der regierungsrätlichen Kommissionen forderte.
Die March trägt auch den wenig schmeichelhaften Übernamen «Kanton Mord und Totschlag».

## Politische Gemeinden
| Wappen      | Name der Gemeinde | Einwohner (31. Dezember 2023) | Fläche in km² | Einwohner pro km² |
| ----------- | ----------------- | ----------------------------- | ------------- | ----------------- |
| Altendorf   | Altendorf         | 7369                          | 20,41         | 361               |
| Galgenen    | Galgenen          | 5431                          | 13,27         | 409               |
| Innerthal   | Innerthal         | 184                           | 50,14         | 4                 |
| Lachen      | Lachen            | 9458                          | 2,44          | 3876              |
| Reichenburg | Reichenburg       | 4113                          | 11,55         | 356               |
| Schübelbach | Schübelbach       | 9623                          | 29,01         | 332               |
| Tuggen      | Tuggen            | 3425                          | 13,51         | 254               |
| Vorderthal  | Vorderthal        | 1002                          | 27,97         | 36                |
| Wangen SZ   | Wangen (SZ)       | 5496                          | 8,46          | 650               |
| Total (9)   | Total (9)         | 46'101                        | 176,76        | 261               |

## Veränderungen im Gemeindebestand

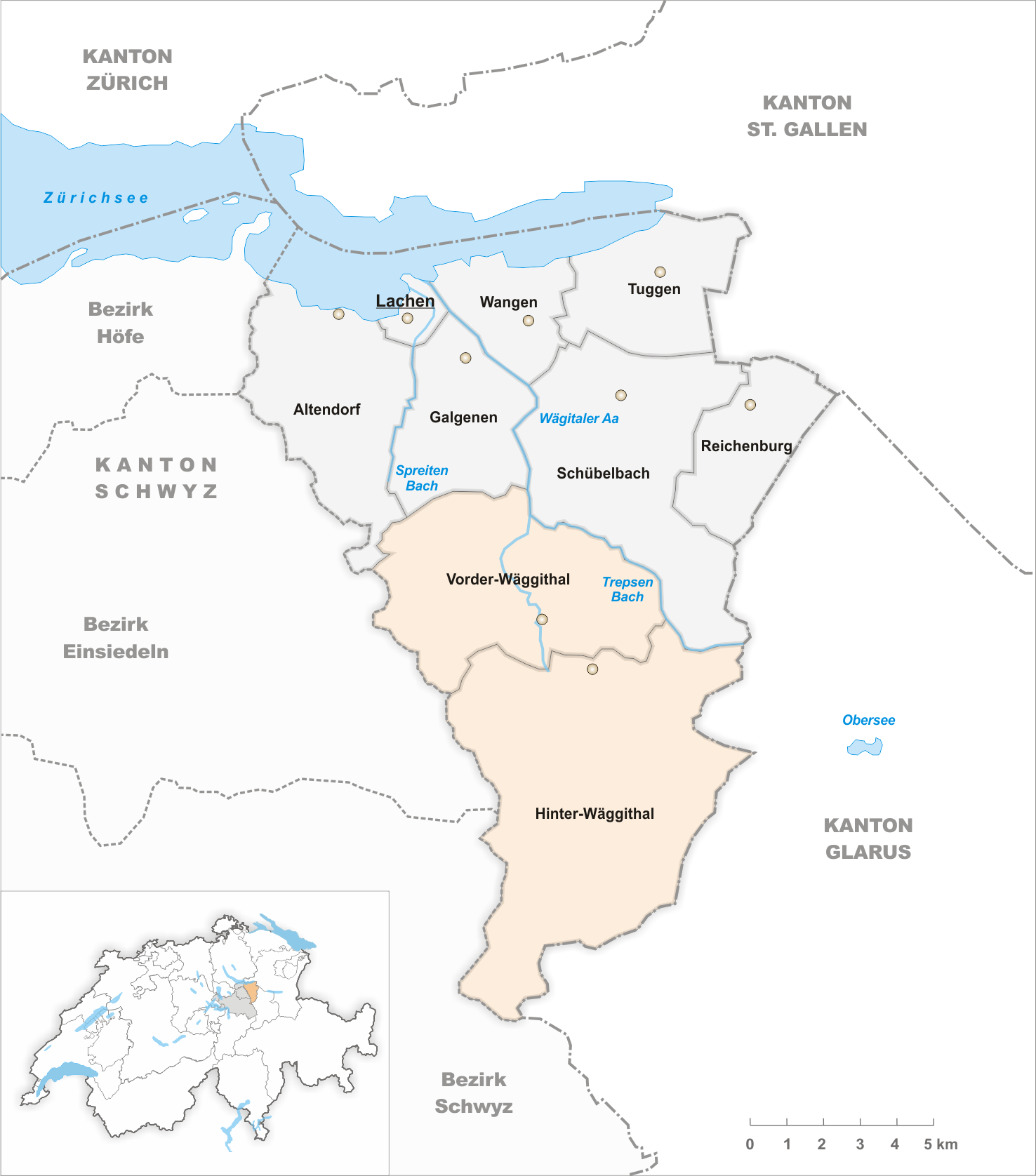
Gemeinden bis 1875

- 1884: Namensänderung Hinter-Wäggithal  →  Innerthal
- 1884: Namensänderung Vorder-Wäggithal  →  Vorderthal

## Ortschaften
| PLZ  | Name der Ortschaft | Gemeinde                    |
| ---- | ------------------ | --------------------------- |
| 8863 | Buttikon SZ        | Schübelbach                 |
| 8855 | Nuolen             | Wangen                      |
| 8854 | Siebnen            | Galgenen Schübelbach Wangen |